# オーガニックゆうき
オーガニック ゆうき（本名：上里 叶子(うえざと きょうこ)、1992年5月29日 - ）は、日本の小説家。沖縄県浦添市出身、京都市在住。

## 経歴・人物
京都大学法学部在学中の2017年に投稿した小説「うないドール」が第7回アガサ・クリスティー賞最終候補作に選ばれ、選考委員から「将来性はいちばんだろう」（北上次郎）、「オーガニックさんの『うないドール』は、選考委員の評価が分かれた問題作」（藤田宜永）と評された。
翌2018年に投稿した「入れ子の水は月に轢かれ」は、選考委員から「沖縄独特の"熱気"を纏った作品のユニークさは特筆に値する」（清水直樹ミステリマガジン編集長）、「作者自身の一年での成長も目を瞠るばかりでした」（鴻巣友季子）、「まだけっして完成形ではないが、この作家はもっともっと大きくなる」（北上次郎）と評価され、 第8回アガサ・クリスティー賞を受賞、作家デビューした。
「オーガニックゆうき」という筆名は自身の母が考えたものであり、没となった筆名には「ウェルダン こげめ」や「鰐淵 ラコステ」などがあったという。

## 作品リスト

### 単行本
- 『入れ子の水は月に轢かれ』（早川書房、2018年11月 / ハヤカワ文庫JA、2022年4月）

### 雑誌等掲載作品
小説
- 「喉仏」 - 『文芸ラジオ』第6号（東北芸術工科大学芸術学部文芸学科/編、2020年8月）
- 「龍とカナリア」 - 『社会・からだ・私についてフェミニズムと考える本』（社会評論社、2020年12月）

エッセイなど
- 「第8回アガサ・クリスティー賞受賞の声」 - 『ミステリマガジン』2018年11月号